# ヴァトラ・ドルネイ
ヴァトラ・ドルネイ（ルーマニア語: Vatra Dornei）は、ルーマニアのスチャヴァ県に属す人口およそ1万7000人の都市。ハンガリー語名はドルナヴァートラ（Dornavátra）、ドイツ語名はドルナ・ヴァトラ（Dorna Watra）。

## 概要
東カルパティア山脈の北部、ドルナ川がビストリツァ川に注ぐ河口に位置する。市中心部とアルジェストル（Argestru）、ロシュ（Roşu）、トディレニ（Todireni）の3村から成る。19世紀からスパやスキーのリゾート地として知られたが、往時の栄華はもはやなく、カジノも荒廃している。スキーではリフトが3本ある。山あいにあるため、周辺には風光明媚な散策路が整備されている。
1950年代まではルーマニア人のほか、ユダヤ人、ウクライナ人、ドイツ人が主な住民であった。大きなシナゴーグ（ユダヤ教の礼拝堂）やユダヤ人墓地はこの地域におけるユダヤ人の存在を証明している。